# 沈有嚴
沈有嚴（16世紀—17世紀），字士莊，號震陽，南直隸寧國府宣城縣人，明朝政治人物。

## 生平
沈有嚴個性剛正節儉，是萬曆七年（1579年）己卯科應天鄉試舉人，授福州通判，有政績，二十七年（1599年）遷德慶州知州，曾遷移學宮，興建文塔，被廢棄的政策逐一實行，以正德厚生為本，三十四年（1606年）陞漳州海防同知，管餉剛直自持，舶政因而平易，商賈安心，又設計擒拿海盜，因母親年老辭官，去世後入祀德慶名宦祠。

## 引用
1. 1 2  光緒《宣城縣志·卷十五·人物》：沈有嚴，字士莊，州丞懋敬子，性方正節儉，砥飭廉隅，領（萬曆）己卯鄉薦，判福州有循政，旋知德慶，遷漳州郡丞，摘奸發伏，猾吏歛跡，時海寇為患，密計擒之，以母老解綬歸。
2. ↑  康熙《海澄縣志·卷六·秩官志》：明海防館同知……沈有嚴 江南宣化【宣城】舉人，海防同知，管三十五年餉，強直自遂，舶政乃更平易，賈人安之。
3. ↑  光緒《德慶州志·卷九·職官志》：沈有嚴，字士莊，號震陽，宣城人，萬曆己卯舉人，二十七年任州事，為政知所先務，嘗徙學建塔，諸所廢墜一時具舉，務以正德厚生為本，祀名宦。 舊志，參郭棐《復建學宮記》